# Riff-Raff
Riff-Raff es una película británica dirigida por Ken Loach en 1990 y protagonizada por Robert Carlyle  y Ricky Tomlinson (este último interpreta, y fue en la vida real, un constructor).. En los Premios de cine europeo de 1991 obtuvo el galardón a la mejor película.
Como en la mayoría de sus películas, Riff-Raff en un retrato naturalista de la Gran Bretaña moderna.Su protagonista Stevie, interpretado por Robert Carlyle, es un escocés de Glasgow recientemente excarcelado que se ha mudado a Londres y ha obtenido un trabajo en una constructora que transforma casas antiguas en apartamentos de lujo.

## Sinopsis
Patrick 'Stevie' Logan duerme a la intemperie en Londres y busca empleo en una obra de construcción. Al enterarse de que no tiene hogar, los nuevos compañeros de trabajo de Stevie, Larry, Mo y Shem, se ofrecen como voluntarios para encontrarle un apartamento vacío para ocupar una urbanización cercana.
Stevie conoce a la actriz y cantante irlandesa Susan (Emer McCourt) cuando encuentra y devuelve un bolso que le pertenece. Este encuentro fortuito conduce a una relación turbulenta. Stevie reúne a algunos de los hombres del sitio de construcción para apoyar a Susan en uno de sus conciertos en el pub donde canta "Always on My Mind". El público es inicialmente hostil, pero Larry los avergüenza para que llamen a Susan para un bis y ella canta "With A Little Help From My Friends", que es mucho mejor recibida.
En el lugar del edificio, la vida continúa como una serie de pequeñas escapadas y delitos menores. Larry expresa sus puntos de vista izquierdistas y su oposición a Margaret Thatcher y al gobernante Partido Conservador. Nadie comparte su opinión de que la política es importante para su situación en la vida real. Mientras tanto, la gerencia despide a los hombres por mala conducta menor y solo se interesan superficialmente por la seguridad. La relación de Stevie y Susan se vuelve tensa. Susan tiende a las emociones negativas asociadas con su falta de éxito profesional. Stevie, por otro lado, puede ser insensible y antipático.
Después de escuchar su nombre en la radio, Stevie se entera de que su madre ha muerto, por lo que se va para asistir a su funeral en Escocia. En su ausencia, Susan comienza a consumir la heroína que trafican los jóvenes de la finca. Esto precipita el final de su relación y la repentina partida de Susan. Larry es despedido del sitio después de solicitar condiciones de trabajo más seguras. Después de hacer en broma una costosa llamada telefónica en el teléfono móvil del jefe, Shem también es despedido (y es arrestado por el asalto que sigue).
Desmonde, un joven trabajador de la construcción, se cae del techo del hospital reconvertido y, a pesar de los esfuerzos de Stevie y Mo por salvarlo, pierde el control y cae al suelo y resulta gravemente herido. La causa del accidente es un andamio inseguro, del que los hombres ya han sido advertidos. Stevie y Mo regresan en medio de la noche y provocan un gran incendio en el edificio.

## Reparto
Robert Carlyle como Patrick 'Stevie' Logan 
Emer McCourt como Susan
Ricky Tomlinson como Larry
Jimmy Coleman como Shem
George Moss como Mo
Ade Sapara como Fiaman
Derek Young como Desmonde
Peter Mullan como Jake

## Banda sonora
Always on My Mind – Compuesta por Johnny Christopher, Francis Zambon y Wayne Carson Thompson
With a Little Help from My Friends – Compuesta por John Lennon y Paul McCartney
Won't You Charleston With Me – Compuesta por Sandy Wilson
I'm So Excited – Compuesta por Trevor Lawrence (músico), Anita Pointer, June Pointer y Ruth Pointer
Spread a Little Happiness – Compuesta por Vivian Ellis y Clifford Grey
Good Morning – Escrito por Nacio Herb Brown y Arthur Freed
Everytime I Say Goodbye – Compuesta por Cole Porter – Interpretada por Emer McCourt
The Sun Has Got His Hat On - compuesta por Ralph T. Butler y Noel Gay - interpretada por Emer McCourt

## Recepción
Rotten Tomatoes le da a la película una calificación del 91% basada en 11 reseñas.  La película fue nominada para el Gran Premio del Sindicato Belga de Críticos de Cine.